# Twice in a Lifetime
Twice in a Lifetime (br Duas Vezes na Vida) é um filme norte-americano de 1985, do gênero drama, dirigido por Bud Yorkin  e estrelado por Gene Hackman e Ann-Margret.

## Sinopse
Ao completar 50 anos, Harry MacKenzie, bom marido, honrado pai de família, é assaltado pela crise de meia idade. Ao visitar o bar local, ele fica encantado com Audrey, a bela barmaid. Imediatamente, decide abandonar a esposa Kate e as filhas Sunny e Helen e começar vida nova com sua recente -- e sexy -- conquista. Essa decisão repentina compreensivelmente provoca imensa dor em seus entes queridos (e nele próprio).

## Premiações
| Patrocinador                                            | Prêmio       | Categoria                                                                                    | Situação |
| ------------------------------------------------------- | ------------ | -------------------------------------------------------------------------------------------- | -------- |
| Academia de Artes e Ciências Cinematográficas           | Oscar        | Melhor Atriz Coadjuvante (Amy Madigan)                                                       | Indicado |
| Associação de Correspondentes Estrangeiros de Hollywood | Golden Globe | Melhor Ator - Filme Dramático (Gene Hackman) Melhor Atriz Coadjuvante - Cinema (Amy Madigan) | Indicado |

## Elenco
| Ator/Atriz     | Personagem      |
| -------------- | --------------- |
| Gene Hackman   | Harry MacKenzie |
| Ann-Margret    | Audrey Minelli  |
| Ellen Burstyn  | Kate MacKenzie  |
| Amy Madigan    | Sunny           |
| Ally Sheedy    | Helen           |
| Stephen Lang   | Keith           |
| Darrell Larson | Jerry           |
| Brian Dennehy  | Nick            |
| Chris Parker   | Tim             |
| Rachel Street  | Joanne          |